# Joanna Mucha

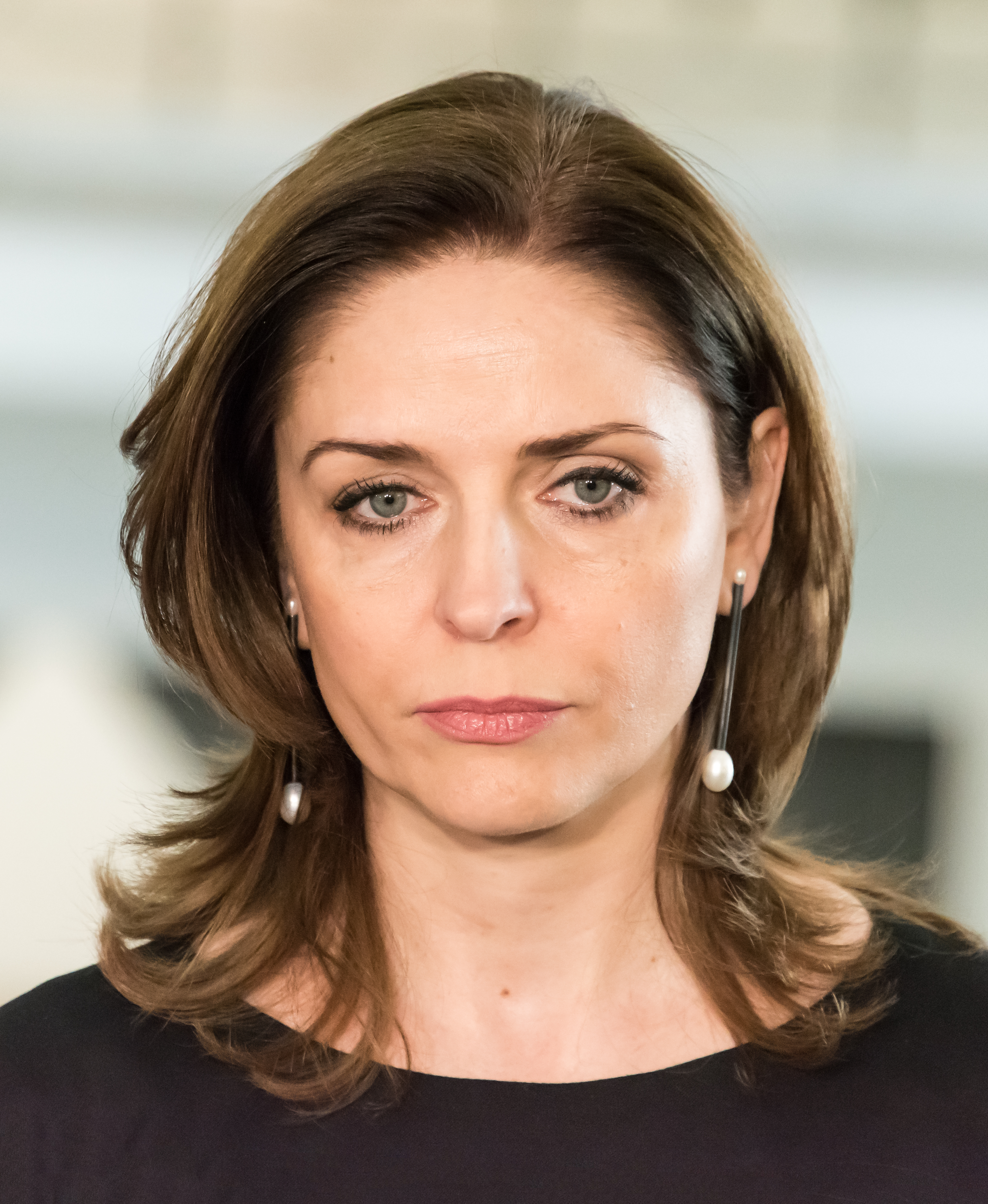
Joanna Mucha (2023)

Joanna Mucha (* 12. April 1976 in Płońsk) ist eine polnische Politikerin, von 2011 bis 2013 Ministerin für Sport und Touristik.

## Leben
Im Jahr 2001 schloss Joanna Mucha ihr Betriebswirtschaftsstudium an der Universität Warschau mit einem Magister ab. Nach ihrem Studium war sie von 2002 bis 2010 als wissenschaftliche Mitarbeiterin an der Katholischen Universität Lublin tätig. Im Jahr 2006 schloss sie ein Aufbaustudium zu Gesundheitsökonomie an der Universität Warschau ab. Im Jahr 2002 oder 2003 wurde Joanna Mucha Mitglied der neu gegründeten Platforma Obywatelska (Bürgerplattform). Am 20. September 2007 promovierte sie mit Rationalisierung im öffentlichen Gesundheitswesen in Polen durch ein System der Zuzahlungen durch Patienten an der Katholischen Universität Lublin. Bei den Parlamentswahlen 2007 startete sie im Wahlkreis 6 Lublin und konnte mit 21.028 Stimmen ein Mandat für den Sejm erringen. Auch bei den Wahlen 2011 konnte Joanna Mucha im selben Wahlkreis mit 45.568 Stimmen erneut einen Sitz im Sejm erringen. Am 18. November 2011 wurde sie als Ministerin für Sport und Touristik im Kabinett von Donald Tusk vereidigt.
Joanna Mucha ist seit Juli 2011 geschieden. Ihre beiden Söhne leben beim Vater in Lublin.